# Listă de plante medicinale - D
A - Ă - Â - B - C - D - E - F - G - H - I - Î - J - K - L - M - N - O - P - Q - R - S - Ș - T - Ț - U - V - X - Y - Z
| Plantă       | Denumire latină         | Proprietăți vindecătoare |
| ------------ | ----------------------- | ------------------------ |
| Degețel roșu | Digitalis purpurea      |                          |
| Dovleac      | Cucurbita               |                          |
| Dracilă      | Berberis vulgaris       |                          |
| Dud          | Morus alba, Morus nigra |                          |

Listă de plante medicinale